# مارک آلن (بازیکن فوتبال)
مارک آلن (انگلیسی: Mark Allen؛ زادهٔ ۱۸ دسامبر ۱۹۶۳) بازیکن فوتبال اهل بریتانیا است.
از باشگاه‌هایی که در آن بازی کرده‌است می‌توان به باشگاه فوتبال ترانمره راورز و باشگاه فوتبال برنلی اشاره کرد.